# 罗赫尔·弗洛雷斯
罗赫尔·弗洛雷斯（西班牙語：Róger Flores，1959年5月26日—），哥斯达黎加男子足球运动员，司职后卫。他曾代表哥斯达黎加国家队参加1990年国际足联世界杯，结果队伍止步十六强赛。